# Sparrsätra socken
Sparrsätra socken i Uppland ingick i Åsunda härad, ingår sedan 1971 i Enköpings kommun och motsvarar från 2016 Sparrsätra distrikt.
Socknens areal är 32,60 kvadratkilometer, varav 32,03 land. År 2000 fanns här 359 invånare. Kyrkbyn Sparrsätra med sockenkyrkan Sparrsätra kyrka ligger i socknen.  

## Administrativ historik
Sparrsätra socken har medeltida ursprung.
Vid kommunreformen 1862 övergick socknens ansvar för de kyrkliga frågorna till Sparrsätra församling och för de borgerliga frågorna bildades Sparrsätra landskommun. Landskommunen uppgick 1952 i Åsunda landskommun som 1971 uppgick i Enköpings kommun. Församlingen uppgick 2006 i Sparrsätra-Breds församling.
1 januari 2016 inrättades distriktet Sparrsätra, med samma omfattning som församlingen hade 1999/2000.  
Socknen har tillhört län, fögderier, tingslag och domsagor enligt vad som beskrivs i artikeln Åsunda härad. De indelta soldaterna tillhörde Upplands regemente, Enköpings kompani och Livregementets dragonkår, Sigtuna skvadron.

## Geografi
Sparrsätra socken ligger nordväst om Enköping kring övre loppet av Enköpingsån. Socknen är en slättbygd med mindre skogspartier i norr.

## Historia
Från bronsåldern finns spridda gravrösen, skärvstenshögar, skålgropsförekomster och en hällristningar. Från järnåldern finns fem mindre gravfält och stensträngar.  Tre runstenar har påträffats.
Vid Sparrsätra utkämpades 1247 slaget vid Sparrsätra. I striden besegrade, enligt Erikskrönikan, kung Erik Eriksson de "äkta folkungarna", vilka leddes av Holmger Knutsson. Enligt Skänningeannalerna "förlorade Upplands allmoge vid Sparrsätra segern och sin frihet, och man pålade dem spannskatt, skeppsvist och flera bördor".

## Namnet
Namnet skrevs 1330 Sparsæter. Namnet innehåller möjligen sparv och säter, 'utmarksäng' och var ursprungligen namnet på kyrkplatsen. 